# 첸돌

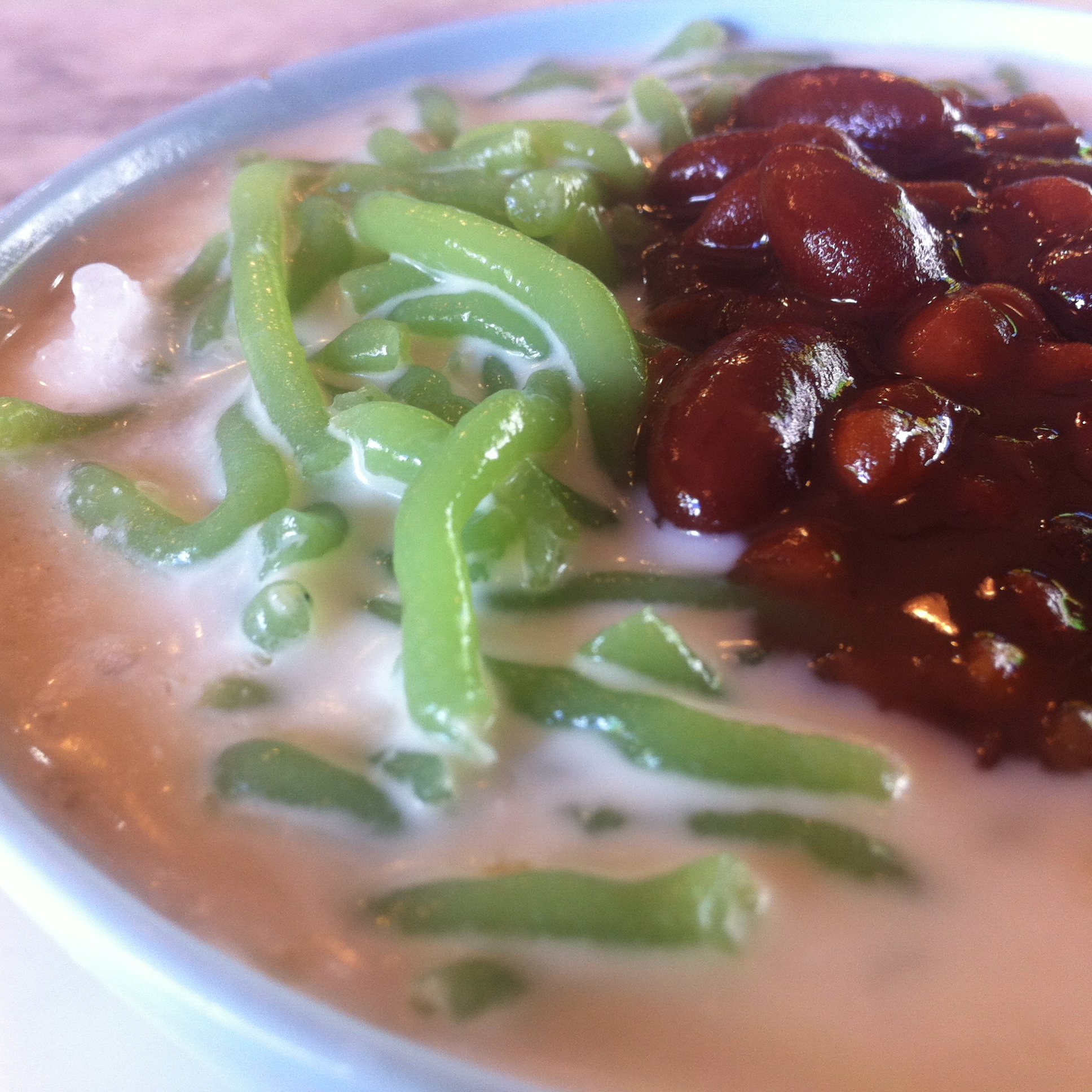
첸돌

첸돌(Cendol)은 인도네시아 발상의 전통 디저트다. 동남아시아에서 인기 있는 디저트로, 말레이시아, 싱가포르, 부르나이, 캄보디아, 베트남, 타이, 미얀마 등에서 널리 알려져 있다.

## 같이 보기
- 할로할로